# Демократический союз сербов
Демократический союз сербов (хорв. Demokratski savez Srba или DSS, серб. Демократски савез Срба, ДСС) — социал-демократическая политическая партия сербов в Хорватии.

## История
Партия была основана 27 июня 2016 года в Загребе. Йовица Радманович был избран первым председателем партии, а Срджан Милакович, также занимавший в то время должность заместителя мэра Вуковара, был избран заместителем председателя.

## Результаты на выборах
Не сумев получить место в хорватском парламенте на парламентских выборах 2016 года, партия добилась большего успеха на местных выборах 2017 года. На местных выборах 2017 года Срджан Милакович сохранил за собой должность заместителя мэра Вуковара, должность, зарезервированную за представителем сербского этнического меньшинства. На уровне жупаний кандидаты от Демократического союза сербов заняли должность заместителя уездного префекта, должность, предназначенную для представителей сербского этнического меньшинства, в двух уездах: Душан-Белаяц в Сисачко-Мославачке, втором по численности населения жупании для этнического сербского меньшинства, и Мирослав Грозданич в жупании Пожешко-Славонска.